# Gellér Gábor (labdarúgó)
Gellér Gábor (Orosháza, 1982. június 21. –), magyar labdarúgó. Felnőtt karrierjét az Orosháza csapatában kezdte. Az NBII Keleti Csoportjában szereplő játékos egy év múlva csoportot váltott, hiszen az NBII Nyugati Csoportjába tartozó Nagyberki Kaposvölgye VSC csapatába igazolt.
Újabb év után váltott, és az NB I-ből frissen kieső Tatabánya FC-hez került.

## Külső hivatkozások
- Profilja a HLSZ.hu-n